# Християнство на Близькому Сході
| Частка християн за країнами | Частка християн за країнами | Частка християн за країнами | Частка християн за країнами | Частка християн за країнами |
| --------------------------- | --------------------------- | --------------------------- | --------------------------- | --------------------------- |
| Країна                      |                             |                             | Відсоток                    |                             |
| Кіпр                        | Кіпр                        |                             | 78%                         | 78%                         |
| Ліван                       | Ліван                       |                             | 45%                         | 45%                         |
| Кувейт                      | Кувейт                      |                             | 18.2%                       | 18.2%                       |
| Катар                       | Катар                       |                             | 13.8%                       | 13.8%                       |
| Єгипет                      | Єгипет                      |                             | 13.5%                       | 13.5%                       |
| Сирія                       | Сирія                       |                             | 10.5%                       | 10.5%                       |
| Бахрейн                     | Бахрейн                     |                             | 9.3%                        | 9.3%                        |
| ОАЕ                         | ОАЕ                         |                             | 9%                          | 9%                          |
| Йорданія                    | Йорданія                    |                             | 8%                          | 8%                          |
| Ізраїль                     | Ізраїль                     |                             | 3.5%                        | 3.5%                        |
| Ірак                        | Ірак                        |                             | 2.5%                        | 2.5%                        |
| Іран                        | Іран                        |                             | 2%                          | 2%                          |
| Палестина                   | Палестина                   |                             | 1.9%                        | 1.9%                        |
| Туреччина                   | Туреччина                   |                             | 0.2%                        | 0.2%                        |

Християнство, яке виникло на Близькому Сході в І столітті нашої ери, є вагомою релігією меншин у регіоні. Християнство на Близькому Сході характеризується різноманітністю вірувань та традицій, порівняно з християнством в інших частинах Старого світу. Зараз християни становлять приблизно 5% всього населення Близького Сходу, порівняно з 20% на початку 20 століття. Кіпр — єдина країна з християнською більшістю на Близькому Сході, християни складають від 76% до 78% всього населення країни, і більшість з них дотримується православ'я. Ліван займає друге місце за часткою християн на Близькому Сході, що становить від 39% до 41% і складається переважно з християн-маронітів. Наступна найбільша частка християн (переважно коптів) в Єгипті складає 10–15% від загального населення. Християни є найбільш переслідуваною релігійною групою у світі, особливо в арабському та ісламському світі.
Найбільшою християнською групою на Близькому Сході є єгипетські копти, яких налічується близько 18–25 млн. Копти мешкають в основному в Єгипті, а також в Судані та Лівії, з нечисленними громадами в Ізраїлі, Кіпрі, Йорданії, Лівані та Тунісі.
Ассирійці проживають в Іраку, південно-східній Туреччині, протягом багатьох століть зазнавали як етнічних, так і релігійних переслідувань, таких як геноцид 1915 року, Вчинений проти них османськими турками та їх союзниками, що призвело багатьох до втечі та згуртування в районах на північному Іраку та північному сході Сирії. Переважна більшість християн, що розмовляють арамейською мовою, є послідовниками Ассирійської церкви Сходу, Халдейської католицької церкви, Сирійської православної церкви, Древньої церкви Сходу та Ассирійської євангельської церкви. В Іраку кількість іракських християн через втечу із країни знизилася до 300 000 — 500 000). Ассирійських християн до 2003 року було від 800 000 до 1,2 мільйона до вторгнення в США в 2003 році. У 2014 році халдейське та сирійське населення провінції Ніневія на півночі Іраку було розпорошене до провінції Дакук, Сирії, Йорданії та Іракського Курдистану.
Наступною великою християнською групою на Близькому Сході є колись арамейськомовні, а нині арабськомовні мароніти, які є католиками і налічують близько 1,1–1,2 мільйона на Близькому Сході, переважно зосереджені в Лівані.
Арабські християни походять від арабських християнських племен, арабізованих греків або арабів, що недавно навернулися до протестантизму. Більшість арабських християн є прихильниками Мелькітської греко-католицької церкви та православної церкви. До громадянської війни в Сирії їх було більше одного мільйона: близько 700 000 в Сирії, 400 000 в Лівані, 200 000 в Ізраїлі, Палестині та Йорданії, а в Іраку та Єгипті – незначна кількість.
На Близькому Сході також проживають вірмени, а їх найбільша громада, яка, за оцінками, налічує 200 000 вірних, знаходиться в Ірані. Кількість вірмен у Туреччині суперечлива, і в результаті дається широкий спектр оцінок. Вірменські громади проживають в Лівані, Йорданії та меншою мірою в інших країнах Близького Сходу, таких як Ірак, Ізраїль, Єгипет та колись також Сирія (до сирійської громадянської війни). Геноцид вірмен, здійснений османським урядом під час і після Першої світової війни, різко скоротив колись значне населення Вірменії.
Греки, які колись населяли значну частину західного Близького Сходу та Малої Азії, після арабських завоювань занепали, потім вони зазнали іншого занепаду після пізніших турецьких завоювань, проте всі вони остаточно зникли з Туреччини внаслідок Геноциду греків та їх вигнання після Першої світової війни. Сьогодні найбільша близькосхідна грецька громада проживає на Кіпрі і нараховує близько 793 000. Кіпрські греки становлять єдину державу на Близькому Сході, де християни становлять більшість, хоч і Ліван був заснований з християнською більшістю в першій половині 20 століття.